# Mesoleptus nemophilus
Mesoleptus nemophilus là một loài tò vò trong họ Ichneumonidae.